# 都市情報学部
都市情報学部（としじょうほうがくぶ）とは、名城大学にある大学の学部。

## 名城大学の場合
「都市」と「情報」をテーマとした全国唯一の学部。キャンパスは名古屋市東区のナゴヤドーム前キャンパス。（2017年4月に岐阜県可児市の可児キャンパスから移転した。）主に都市にかかわる経済学・行政学・地域学・環境学などの理論研究と情報処理技術を駆使し、都市問題の解決を探る学問。
文系と理系、どちらの志向にも柔軟に対応し、アナリストコース（理系コース）とプランナーコース（文系コース）がある。また、「経済・経営」「財政・行政」「地域計画」「開発・環境」「情報・数理」「観光」の6科目群があり、興味に応じて学習することができる。
自動車通学は不可。

## その他
名城大学の他は、大阪市立大学大学院創造都市研究科に都市情報学専攻がある。また、流通科学大学情報学部に都市情報コースがある。